# Poisson-papillon grains de millet
Chaetodon miliaris
Espèce
Statut de conservation UICN

 LC  : Préoccupation mineure
Le Poisson-papillon grains de millet (Chaetodon miliaris) ou Poisson-papillon citron, est une espèce de poissons de la famille des Chaetodontidae.

## Sous-genre
Le poisson-papillon grains de millet est un poisson-papillon qui fait partie du sous-genre Heterochaetodon. En 1984, André Maugé et Roland Bauchot avaient créé Heterochaetodon en tant que genre, ce qui donnerait comme nom scientifique pour ce poisson Heterochaetodon miliaris.

## Morphologie
- Taille : jusqu'à 13 à 16 cm.

Sa coloration est jaune, plus ou moins claire, avec des séries verticales de points foncés (d'où le nom de poisson-papillon grains de millet), un pédoncule caudal noir et une bande noire passant par les yeux.

## Biologie et écologie
Ce poisson nage, parfois en grand banc en quête de nourriture, à des profondeurs allant de 1 à 250 m. Il se nourrit de plancton, d'invertébrés...
Il détruit souvent les nids d'autres poissons, comme les demoiselles, pour manger leurs œufs.
Les petits naissent près des côtes de l'océan Indo-Pacifique en avril, mai et juin.

## Répartition
Le poisson-papillon grains de millet se rencontre dans l'océan Indo-Pacifique, en particulier à Hawaii ou il est commun.

## Usage
Ce poisson peut se garder en aquarium d'eau de mer, étant donné qu'il n'est pas trop spécialisé pour sa nourriture.